# سد تنگ سهران
سد تنگ سهران واقع بر روی تنگه سهران و در کنار روستاهای موردان و بندبارک در بخش گوهران شهرستان بشاگرد است. این سد از نوع سنگی ملاطی در نزدیکی گسل معروف بشاگرد قرار دارد. منطقه بکر سد سهران به دلیل دارا بودن آب و هوای مساعد، مکان مناسبی گردش، ماهیگیری، قایقرانی و صعود به کوه است.

## مشخصات سد
ارتفاع سد از پی ۲۰  متر می‌باشد. پوشش گیاهی در دور تا دور این سد، از جاذبه‌های گردشگری سد سهران است. حجم مخزن این سد ۱۲ میلیون متر مکعب می‌باشد و حجم آبگیری قابل تنظیم این سد در سال ۴۰ میلیون متر مکعب است.
زمینه ماهیگیری برای مسافران که قلاب و وسایل ماهیگیری به همراه دارند در این سد آماده است و مسافران می‌توانند به عنوان یک ورزش و تفریح در مکان سد سهران به ماهیگیری بپردازند و ماهی‌های سردسیری همچون قزل آلا و کپور پرورش را صید کنند.

## نگارخانه
.